# Gretchen Peters
Gretchen Peters ,14 de noviembre de 1957, Bronxville (Nueva York) es una cantante y compositora norteamericana.  

## Biografía
Nació en Nueva York y creció en Boulder (Colorado), pero a finales de los 80 se trasladó a Nashville, donde comenzó a trabajar como compositora escribiendo temas de éxito para Martina McBride, Etta James, Trisha Yearwood, Patty Loveless, George Strait, Anne Murray, Shania Twain o Neil Diamond.
En 1995, Peters recibe su primera nominación a un Premio Grammy a la mejor canción del año por "Independence Day", tema interpretado por Martina McBride. En 1996 repitió nominación a los Grammy con el tema "You Don't Even Know Who I Am" interpretado por Patty Loveless. Al margen de la música country, coescribió junto a Bryan Adams la canción "Rock Steady", grabada por Bonnie Raitt. Ese mismo año, Peters hizo su debut discográfico con la publicación del álbum The Secret of Life, con Imprint Records. 
Gretchen Peters fue incluida en el Salón de la fama de los Compositores de Nashville el 5 de octubre de 2014. El 12 de agosto de 2022, Peters anunció su intención de dejar las giras a partir de junio de 2023. No obstante, continuó grabando, componiendo y realizando alguna actuación esporádica.

## Discografía
- 1996 - The Secret of Life (Imprint Records)
- 2001 - Gretchen Peters (Purple Crayon Records)
- 2004 - Halcyon (Purple Crayon Records)
- 2006 - Trio: Recorded Live (Purple Crayon Records)
- 2007 - Burnt Toast & Offerings (Scarlet Letter Records)
- 2008 - Northern Lights (Scarlet Letter Records)
- 2009 - One to the Heart, One to the Head (Scarlet Letter Records)
- 2009 - Circus Girl: The Best Of (Scarlet Letter Records)
- 2012 - Hello Cruel World (Scarlet Letter Records)
- 2013 - Woman on the Wheel: Live from the Hello Cruel World Tour 2012 (Scarlet Letter Records)
- 2015 - Blackbirds (Scarlet Letter Records)
- 2018 - Dancing with the Beast (Scarlet Letter Records)
- 2020 - The Night You Wrote That Song (Scarlet Letter Records)
- 2022 - The Show: Live from the UK (Scarlet Letter Records)

## Premios y nominaciones
| Year | Asociación                       | Categoría              | Trabajo nominado             | Resultado |
| ---- | -------------------------------- | ---------------------- | ---------------------------- | --------- |
| 1995 | Country Music Association Awards | Canción del año        | Independence Day             | Ganadora  |
| 1995 | Premios Grammy                   | Mejor canción Country  | Independence Day             | Nominada  |
| 1996 | Premios Grammy                   | Mejor canción Country  | You Don't Even Know Who I Am | Nominada  |
| 1996 | Academy of Country Music         | Canción del año        | You Don't Even Know Who I Am | Nominada  |
| 2002 | Globos de Oro                    | Mejor canción original | Here I Am                    | Nominada  |
| 2016 | UK Americana Association         | Mejor álbum del año    | Blackbirds                   | Ganadora  |
| 2016 | UK Americana Association         | Artista del año        | Gretchen Peters              | Nominada  |
| 2016 | UK Americana Association         | Canción del año        | Blackbirds                   | Ganadora  |
| 2021 | Country Music Association Awards | Poet's Award           | Toda su carrera              | Ganadora  |